# Cirsium rhizocephalum
Cirsium rhizocephalum, vrsta glavočike iz roda osjaka. Vrsta je raširena po Aziji, na Kavkazu i od Turske do Srednje Azije i sjevernog Pakistana

## Sinonimi
- Cirsium frickii Fisch. & C.A.Mey.
- Cirsium grumosum Fisch. & C.A.Mey.
- Cirsium rhizocephalum subsp. frickii (Fisch. & C.A.Mey.) Govaerts
- Cirsium rhizocephalum subsp. sinuatum (Boiss.) P.H.Davis & Parris
- Cirsium richeleanum Tourl.
- Cirsium sinuatum Boiss. & Kotschy
- Cnicus rhizocephalus (C.A.Mey.) Wright & Dewar